# Hansjörg Knecht

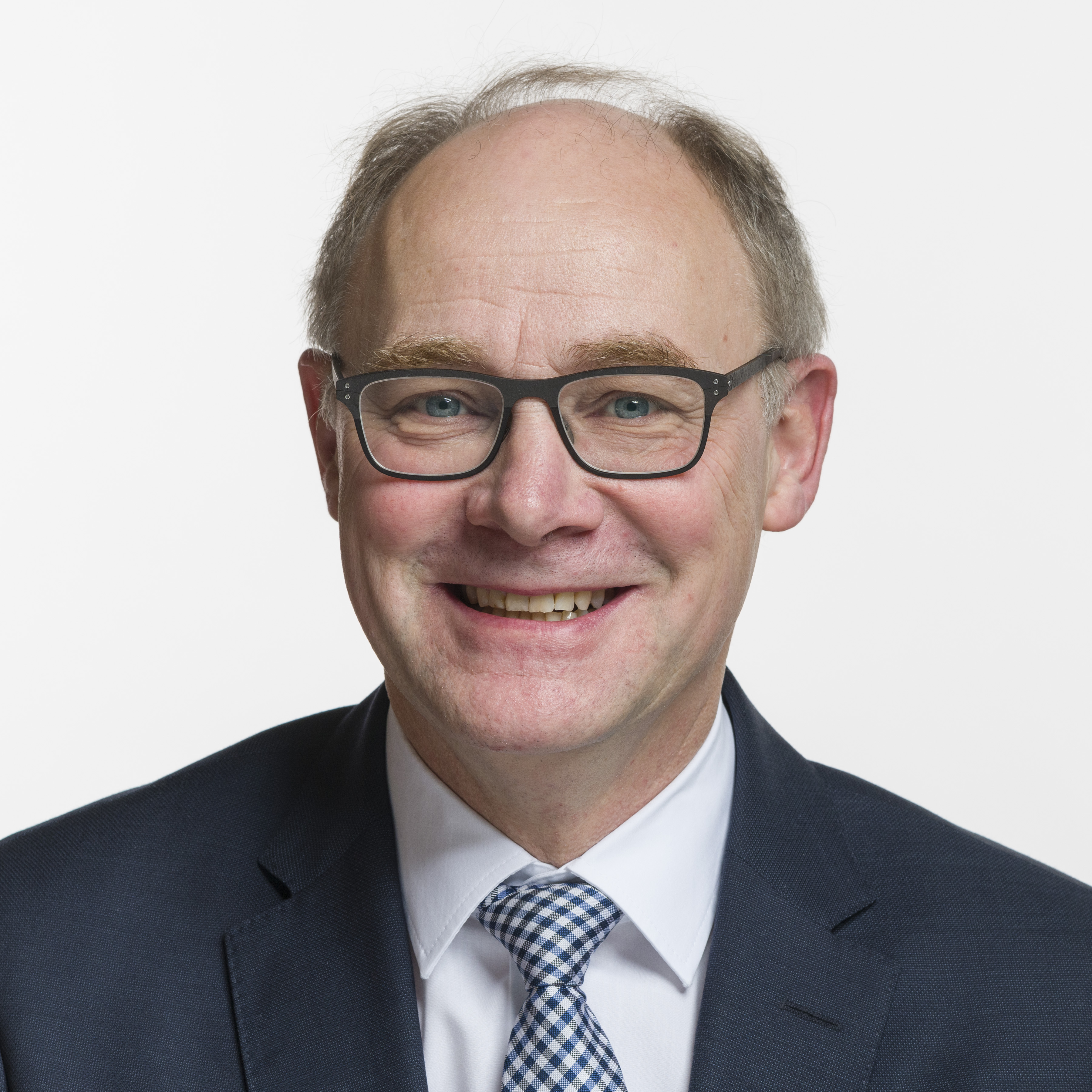
Hansjörg Knecht (2019)

Hansjörg Knecht (* 24. März 1960 in Leuggern; heimatberechtigt in Leibstadt) ist ein Schweizer Politiker (SVP).

## Leben
Hansjörg Knecht war von Januar 1990 bis Dezember 1997 im Gemeinderat von Leibstadt und von März 1996 bis Januar 2012 im Grossen Rat des Kantons Aargau. Seit den Schweizer Parlamentswahlen 2011 hat er Einsitz im Nationalrat und ist dort Mitglied in der Kommission für Umwelt, Raumplanung und Energie (UREK). Am 24. November 2019 wurde er im zweiten Wahlgang für den Kanton Aargau in den Ständerat gewählt. Für ihn rutschte die Aargauer Politikerin Stefanie Heimgartner in den Nationalrat nach. 2022 gab er seinen Rücktritt als Ständerat bekannt und hat somit bei den Wahlen 2023 nicht mehr kandidiert.
Knecht ist Unternehmer und verheiratet.